# Nekrolog 1771
Nekrolog
◄◄
| ◄
| 1767
| 1768
| 1769
| 1770
| 1771 | 1772 | 1773 | 1774 | 1775 | ► | ►►
Weitere Ereignisse | Allgemeiner Nekrolog 1771
Die Beschreibung der verstorbenen Person sollte so kurz wie möglich gehalten sein und nur deren signifikante Tätigkeit(en) enthalten.
Neue Namen ggf. auch unter dem Geburts- und Sterbedatum, also etwa unter 1. Januar und im Geburts- und Sterbejahr (2024) eintragen (nur bei entsprechender großer Wichtigkeit). Für Beispiele siehe die schon vorhandenen Artikel.
Außerdem über die fünf zuletzt Verstorbenen, zu denen es einen ausreichend guten Artikel für eine Präsentation auf der Hauptseite gibt, nach der todesbedingten Überarbeitung der Artikel ggf. auch unter Wikipedia Diskussion:Hauptseite informieren und sie am besten auch in den anderen Wikipedia-Sprachversionen eintragen. Tipp: Regelmäßig bei news.google.de nach „ist tot“, „gestorben“ oder „verstorben“ suchen.
Wenn eine Person gestorben ist, gibt es viele Seiten zu dieser Person in der Wikipedia, die davon auch betroffen sind und entsprechend aktualisiert werden müssen. Beispiele: Namenübersichtsseite, Geburtsjahr, Geburtsort-Seiten und viele mehr.
Wie finde ich die betroffenen Seiten?
Im Suchfeld auf der linken Seite gibt man den Suchbegriff so ein: „Vorname Nachname“. Dann klickt man auf Volltext und alle Seiten mit entsprechendem Suchtext werden aufgerufen. Hier sieht man dann schnell, wo auch das Todesjahr Sinn macht oder sogar ein Teil des Artikels angepasst werden muss. Auch hilft das „Werkzeug“ auf der linken Seite sehr gut, um solche Seiten aufzufinden: „Links auf diese Seite“. Somit ist die Wikipedia wieder aktuell in allen Bereichen! Hinweis: bei Eintragung der Kategorie „Gestorben JAHR“ wird der Missbrauchsfilter 49 ausgelöst, was jedoch nicht schlimm ist. Siehe: Spezial:Missbrauchsfilter/49
Dies ist eine Liste von im Jahr 1771 verstorbenen bekannten Persönlichkeiten. Die Einträge erfolgen innerhalb der einzelnen Daten alphabetisch sortiert. Tiere sind im Nekrolog für Tiere zu finden.

## Januar
| Tag        | Name                                        | Beruf, bekannt als                                          | Alter | Beleg |
| ---------- | ------------------------------------------- | ----------------------------------------------------------- | ----- | ----- |
| 2. Januar  | Louis-Charles-César Le Tellier              | französischer General, Marschall von Frankreich             | 75    |       |
| 10. Januar | Filippo Maria Pirelli                       | italienischer Kardinal                                      | 62    |       |
| 11. Januar | Francesco Granata                           | Bischof von Sessa Aurunca                                   | 69    |       |
| 12. Januar | Jean-Baptiste de Boyer, Marquis d’Argens    | französischer Schriftsteller und Philosoph                  | 67    |       |
| 15. Januar | Emanuel von und zu Liechtenstein            | Obersthofmeister der Kaiserin Amalie Wilhelmine             | 70    |       |
| 15. Januar | Heinrich Friedrich von Logau und Altendorff | preußischer Landrat                                         | 73    |       |
| 19. Januar | John Burton                                 | englischer Arzt und Antiquar                                | 60    |       |
| 20. Januar | Charlotte Christine Wolfenbüttel            | falsche Prinzessin                                          |       |       |
| 21. Januar | Hilmar Meincke                              | deutscher Kaufmann                                          | 60    |       |
| 22. Januar | Martin Berteau                              | französischer Cellist und Komponist                         |       |       |
| 23. Januar | Cölestin Kowalewski                         | deutscher Jurist                                            | 70    |       |
| 24. Januar | Herman Diedrich Spöring                     | schwedisch-finnischer Zeichner und Naturforscher            |       |       |
| 25. Januar | Maria Anna Margaretha von Gemmingen         | Fürstäbtissin des Kanonissenstifts Lindau                   | 59    |       |
| 26. Januar | Sydney C. Parkinson                         | britischer naturhistorischer Zeichner                       |       |       |
| 28. Januar | Andrew Mitchell                             | britischer Diplomat                                         | 62    |       |
| 29. Januar | Charles Green                               | britischer Astronom                                         | 35    |       |
| 29. Januar | Christian Ernst von Puttkamer               | preußischer Generalmajor, Chef des Garnisonsregiments Nr. 7 |       |       |
| 30. Januar | Franz Martin Kuen                           | deutscher Maler                                             | 51    |       |
| 31. Januar | Dmitri Jakowlewitsch Laptew                 | russischer Polarforscher und Marineoffizier                 |       |       |
| 31. Januar | Clemens Joseph Colaco Leitao                | portugiesischer Jesuit, Diözesanbischof in Indien           | 66    |       |
| 31. Januar | August Siegmund von Zeutzsch                | kursächsischer Kriegsrat, Generalleutnant und Vizepräsident | 67    |       |

## Februar
| Tag         | Name                            | Beruf, bekannt als                                                                        | Alter | Beleg |
| ----------- | ------------------------------- | ----------------------------------------------------------------------------------------- | ----- | ----- |
| 2. Februar  | Gustav Otto Douglas             | russischer General und Gouverneur                                                         | 83    |       |
| 2. Februar  | Hieronymus Johann Struck        | deutscher Buchdrucker und Verleger                                                        |       |       |
| 6. Februar  | Ludwig Philipp vom Hagen        | Geheimer Finanzrat und Staatsminister Friedrichs des Großen                               | 46    |       |
| 6. Februar  | Johannes Daniël van Lennep      | niederländischer Philologe                                                                | 46    |       |
| 6. Februar  | Johann Wolfgang Textor          | deutscher Reichs-, Stadt- und Gerichtschultheiß, Großvater von Johann Wolfgang von Goethe | 77    |       |
| 8. Februar  | Johann Anton Tillier            | Ratsmitglied und Schultheiss der Stadt Bern                                               | 65    |       |
| 8. Februar  | Elisabeth Dorothea von Wiser    | kurpfälzische Gräfin und Wohltäterin des Dorfes Friedelsheim                              | 52    |       |
| 9. Februar  | Bernd Wilhelm von Lieven        | schwedischer Generalleutnant                                                              | 86    |       |
| 12. Februar | Adolf Friedrich                 | König von Schweden (1751–1771)                                                            | 60    |       |
| 12. Februar | Jean de Beaurain                | französischer Geograf und Kartograf                                                       | 75    |       |
| 15. Februar | Filippo Josiah Caucci           | römisch-katholischer Patriarch                                                            | 78    |       |
| 17. Februar | Anton Thaddäus von Sumerau      | österreichischer Verwaltungsjurist                                                        | 73    |       |
| 18. Februar | Johann Justin Preissler         | deutscher Maler                                                                           | 72    |       |
| 19. Februar | Wilhelm von Fermor              | General der russischen Armee aus einer ursprünglich englischen Familie                    | 68    |       |
| 19. Februar | Friedrich Wilhelm von Stechow   | preußischer Oberst und Generalintendant der Armee                                         | 78    |       |
| 20. Februar | Jean Jacques d’Ortous de Mairan | französischer Geophysiker                                                                 | 92    |       |
| 22. Februar | Emanuel Michael von Starhemberg | k. k. General-Feldzeugmeister und Inhaber des Infanterie-Regimentes Nr. 24                | 62    |       |
| 23. Februar | Jean Charles de Saint-Nectaire  | französischer Adliger, Militär und Diplomat                                               | 85    |       |
| 25. Februar | Esaias Meyer                    | Bürgermeister Heilbronns                                                                  |       |       |
| Februar     | Thomas Slade                    | englischer Schiffbauingenieur                                                             |       |       |

## März
| Tag      | Name                                   | Beruf, bekannt als                                                                               | Alter | Beleg |
| -------- | -------------------------------------- | ------------------------------------------------------------------------------------------------ | ----- | ----- |
| 1. März  | Isfrid Kayser                          | deutscher Barockmusiker und Prämonstratenser                                                     | 58    |       |
| 4. März  | Friedrich Wilhelm                      | Markgraf von Brandenburg-Schwedt                                                                 | 70    |       |
| 5. März  | Johann Friedrich Moritz                | Diplomat                                                                                         |       |       |
| 8. März  | Emanuel Silva-Tarouca                  | politischer Berater Maria Theresias und Architekt des Barock                                     | 79    |       |
| 9. März  | Henry Pemberton                        | englischer Mediziner, Mathematiker und Naturwissenschaftler                                      |       |       |
| 9. März  | Johann David Schleuen                  | deutscher Kupferstecher und Verleger                                                             | 59    |       |
| 11. März | Christoph Birkmann                     | Bach-Schüler und mutmaßlicher Textdichter zahlreicher Bach-Kantaten                              | 68    |       |
| 14. März | Johann Karl von Hedlinger              | schweizerisch-schwedischer Medailleur und Direktor der königlichen Münze in Schweden             | 79    |       |
| 17. März | Chester Moor Hall                      | britischer Jurist und Mathematiker                                                               | 67    |       |
| 20. März | Louis-Michel van Loo                   | französischer Maler                                                                              | 64    |       |
| 22. März | Joachim Friedrich von Beust            | deutscher Jurist und Naturwissenschaftler                                                        | 73    |       |
| 22. März | Bernd Eckard von Bonin                 | königlich preußischer Oberst und Chef des Garnisons-Regiments Nr. 9                              |       |       |
| 22. März | Johann Bernhard von Brixen und Montzel | preußischer Landrat                                                                              | 63    |       |
| 22. März | Gottlieb Wilhelm Rabener               | deutscher Schriftsteller und Publizist der Aufklärung                                            | 56    |       |
| 22. März | Raimondo di Sangro                     | italienischer Aristokrat, Erfinder, Soldat, Schriftsteller, Wissenschaftler, Fürst von Sansevero | 61    |       |
| 24. März | William Shirley                        | englischer Gouverneur in Nordamerika                                                             |       |       |
| 26. März | Karl O’Donell von Tyrconell            | österreichischer General irischer Abstammung                                                     |       |       |
| 28. März | Franz Christian von Glasenapp          | Landrat des Kreises Schlawe-Pollnow                                                              |       |       |
| 30. März | Anton Joseph Hampel                    | Komponist und Entwickler des Vorläufers des heutigen Waldhorns                                   |       |       |

## April
| Tag                    | Name                               | Beruf, bekannt als                                                             | Alter | Beleg |
| ---------------------- | ---------------------------------- | ------------------------------------------------------------------------------ | ----- | ----- |
| 4. April               | Wolf Balthasar Adolf von Steinwehr | deutscher Historiker und Rechtswissenschaftler                                 | 66    |       |
| 4. April               | Georg Christoph von Wahlen-Jürgass | preußischer Major und Landrat                                                  | 61    |       |
| 8. April               | Johann Kaspar Barthel              | deutscher katholischer Kirchenrechtler und Hochschullehrer                     | 73    |       |
| 11. April              | Rudolph Culemann                   | deutscher Beamter                                                              |       |       |
| 14. April              | Gottlob Burchard Genzmer           | deutscher lutherischer Theologe, Prinzenerzieher und Naturforscher             | 54    |       |
| 18. April              | Johann Emanuel Schweinefleisch     | Orgelbauer                                                                     |       |       |
| 21. April o. 22. April | Elisabeth Samson                   | afro-surinamische Geschäftsfrau und Plantagenbesitzerin                        | 55    |       |
| 23. April              | Albert Voget                       | deutscher reformierter Theologe                                                | 76    |       |
| 25. April              | Levin Adolph von Hake              | königlich-hannoverscher Premier-Minister                                       | 62    |       |
| 25. April              | Berthold Vogl                      | österreichischer Benediktiner, Abt und Philosoph                               | 64    |       |
| 28. April              | Valentin Rose der Ältere           | deutscher Apotheker, Pharmazeut und Assessor des Medizinalkollegiums in Berlin | 34    |       |
| 29. April              | Louis Petit de Bachaumont          | französischer Schriftsteller                                                   | 80    |       |

## Mai
| Tag     | Name                                      | Beruf, bekannt als                             | Alter | Beleg |
| ------- | ----------------------------------------- | ---------------------------------------------- | ----- | ----- |
| 1. Mai  | Thaddäus Supper                           | mährischer Barockmaler und Freskant            | 59    |       |
| 6. Mai  | Sylvius Adolph von Kittlitz und Ottendorf | preußischer Landrat                            | 75    |       |
| 6. Mai  | Lorenz Sichart                            | deutscher Komponist und Organist               | 76    |       |
| 11. Mai | Franz Edmund Weirotter                    | österreichischer Landschaftsmaler und Radierer | 37    |       |
| 12. Mai | Johann Matthias Schreiber                 | deutscher Orgelbauer                           | 54    |       |
| 14. Mai | Alexander Dietrich von Puttkamer          | preußischer Jurist, Landrat des Kreises Stolp  | 59    |       |
| 20. Mai | Anton Wisselinck                          | deutscher Porträt- und Historienmaler          | 68    |       |
| 21. Mai | Maria Zofia Czartoryska                   | polnische Fürstin                              | 72    |       |
| 27. Mai | Daniël Roguin                             | schweizerischer Offizier und Bankier           | 79    |       |
| 31. Mai | Wilhelm von Sachsen-Gotha-Altenburg       | kaiserlicher Generalfeldzeugmeister            | 70    |       |

## Juni
| Tag      | Name                                      | Beruf, bekannt als                                                                                       | Alter | Beleg |
| -------- | ----------------------------------------- | --- | ----- | ----- |
| 5. Juni  | Matthäus Friedrich Scheinlein             | fränkischer Geigenbauer                                                                                  | 60    |       |
| 6. Juni  | Dominikus I. von Lieblein                 | Prämonstratenserabt                                                                                      |       |       |
| 7. Juni  | Florian Bahr                              | deutscher Missionar                                                                                      | 64    |       |
| 7. Juni  | Franz Ludwig Pfyffer von Altishofen       | Kommandant der Schweizergarde                                                                            | 72    |       |
| 12. Juni | Johann Adam Bernhard                      | deutscher Historiker und Archivar                                                                        | 83    |       |
| 12. Juni | Johannes Grubenmann                       | Schweizer Baumeister                                                                                     | 63    |       |
| 14. Juni | David Hollaz                              | deutscher religiöser Schriftsteller                                                                      | 66    |       |
| 16. Juni | Louis de Bourbon-Condé, comte de Clermont | französischer Kirchenmann, General und Libertin; Oberbefehlshaber der Rheinarmee im Siebenjährigen Krieg | 62    |       |
| 17. Juni | Daskalogiannis                            | griechischer Freiheitskämpfer                                                                            |       |       |
| 22. Juni | Christian Mayer                           | deutscher Maler                                                                                          | 70    |       |
| 23. Juni | Jean-Joseph Rallier des Ourmes            | französischer Mathematiker, Enzyklopädist                                                                | 70    |       |
| 23. Juni | Jean-Claude Trial                         | französischer Komponist, Violinist und Operndirektor                                                     | 38    |       |
| 28. Juni | Andreas Petrus Hecker                     | deutscher Pädagoge                                                                                       | 61    |       |

## Juli
| Tag      | Name                              | Beruf, bekannt als                                                     | Alter | Beleg |
| -------- | --------------------------------- | ---------------------------------------------------------------------- | ----- | ----- |
| 2. Juli  | Friedrich Ludwig von Dehn         | dänischer Diplomat                                                     | 73    |       |
| 5. Juli  | Amandus Karl Vanselow             | deutscher Bürgermeister und Sachbuchautor                              | 71    |       |
| 7. Juli  | Rudolph Chotek von Chotkow        | Oberster Kanzler, Hofkammer Wien                                       | 65    |       |
| 12. Juli | Flavio Chigi                      | italienischer Kardinal                                                 | 59    |       |
| 13. Juli | Johann Ludwig Lindhammer          | deutscher evangelischer Theologe                                       | 82    |       |
| 16. Juli | Ludwig von Gemmingen-Hornberg     | deutscher Adliger, Oberappellationsrat und außerordentlicher Minister  | 76    |       |
| 17. Juli | Johann Benjamin von Hasslocher    | königlich preußischer Oberst und Chef des Garnisons-Regiment Nr. 5     |       |       |
| 18. Juli | Franz Paul Findenigg              | deutscher Genremaler                                                   |       |       |
| 18. Juli | Alexei Grigorjewitsch Rasumowski  | russischer Feldmarschall und Liebhaber von Kaiserin Elisabeth Petrowna | 62    |       |
| 21. Juli | Johann Heinrich Gottlob von Justi | deutscher Kameralist                                                   |       |       |
| 24. Juli | Georg Karl von Carlowitz          | königlich preußischer Oberst, Chef des Grenadier-Bataillons Nr. 1      | 53    |       |
| 24. Juli | Johann George von Lindenau        | deutscher Adliger                                                      |       |       |
| 30. Juli | Thomas Gray                       | englischer Dichter, Gelehrter und Briefe-Schreiber                     | 54    |       |
| 30. Juli | Johann Georg Knapp                | Theologe und Pietist                                                   | 65    |       |

## August
| Tag        | Name                                | Beruf, bekannt als                                                                  | Alter | Beleg |
| ---------- | ----------------------------------- | ----------------------------------------------------------------------------------- | ----- | ----- |
| 2. August  | Jekaterina Iwanowna Rasumowskaja    | russische Gräfin                                                                    | 42    |       |
| 7. August  | Johann Daniel Schöpflin             | deutscher Lehrer Goethes, Professor in Straßburg                                    | 76    |       |
| 8. August  | Daniel Eberhart Dolp                | deutscher Jurist und Bürgermeister von Nördlingen                                   | 68    |       |
| 11. August | Ryk Tulbagh                         | Gouverneur der Kapkolonie                                                           | 72    |       |
| 12. August | Wilhelm Theodor Carl Alberti        | deutscher Philologe, Theologe, Pädagoge, Rektor und Hochschuldozent in Helmstedt    | 24    |       |
| 13. August | Joachim Arndt Saltzmann             | Königlicher Hofgärtner im Lust- und Küchengarten von Schloss Charlottenburg, Berlin | 80    |       |
| 14. August | Andrew Agnew of Lochnaw, 5. Baronet | schottischer Generalleutnant                                                        | 84    |       |
| 19. August | Daniel Schiebeler                   | deutscher Schriftsteller und evangelischer Kirchenlieddichter                       | 30    |       |
| 20. August | Jakob Pool                          | Schweizer Kaufmann und Plantagenbesitzer                                            | 71    |       |
| 23. August | Juan de Iriarte                     | spanischer Sprachwissenschaftler                                                    | 68    |       |
| 31. August | Ursin Durand                        | französischer Benediktiner der Mauriner-Kongregation und Historiker                 | 89    |       |
| 31. August | Ernst Dietrich Marschall            | Kaiserlicher österreichischer General                                               | 78    |       |

## September
| Tag           | Name                                  | Beruf, bekannt als                              | Alter | Beleg |
| ------------- | ------------------------------------- | ----------------------------------------------- | ----- | ----- |
| 4. September  | Frederick Calvert, 6. Baron Baltimore | Lord Proprietor von Maryland                    |       |       |
| 6. September  | Christian Siegmund Georgi             | evangelischer Theologe                          | 69    |       |
| 6. September  | Matthias Klostermayr                  | deutscher Anführer einer Räuberbande            | 35    |       |
| 8. September  | François Antoine                      | Waffenträger von Ludwig XV.                     |       |       |
| 9. September  | Robert Wood                           | britischer Reisender und Politiker              |       |       |
| 11. September | Jakugon                               | japanischer Mönch, Autor und Kalligraf          | 68    |       |
| 17. September | Tobias Smollett                       | schottischer Arzt und Schriftsteller            | 50    |       |
| 22. September | Adalbert Tobiaschu                    | deutscher Benediktiner und Abt                  | 77    |       |
| 24. September | Johann Eberhard Fischer               | deutscher Historiker und Sprachforscher         | 74    |       |
| 27. September | Johann Jakob Siebel                   | Bürgermeister in Elberfeld                      |       |       |
| September     | Pietro Auletta                        | italienischer Komponist und Organist des Barock |       |       |

## Oktober
| Tag         | Name                                        | Beruf, bekannt als                                              | Alter | Beleg |
| ----------- | ------------------------------------------- | --------------------------------------------------------------- | ----- | ----- |
| 2. Oktober  | Joseph Fischer                              | Stuckateur                                                      | 67    |       |
| 9. Oktober  | Jan Klemens Branicki                        | polnischer Krongroßfeldherr                                     |       |       |
| 12. Oktober | Anton Gogeisl                               | deutscher Missionar                                             | 69    |       |
| 14. Oktober | František Xaver Brixi                       | tschechischer Komponist, Organist und Kapellmeister             | 39    |       |
| 14. Oktober | Tobias Schramm                              | deutscher Instrumenten- und Orgelbauer                          | 70    |       |
| 16. Oktober | Johannes Achenbach                          | deutscher evangelisch-reformierter Geistlicher                  | 70    |       |
| 17. Oktober | Johannes Andreas Paravicini                 | Diplomat der niederländischen Ostindien-Kompanie in Südostasien | 60    |       |
| 21. Oktober | August Georg Simpert                        | Markgraf von Baden-Baden                                        | 65    |       |
| 24. Oktober | Charles Godefroi de La Tour d’Auvergne      | französischer Aristokrat                                        | 65    |       |
| 25. Oktober | Christian Ernst zu Stolberg-Wernigerode     | deutscher Politiker                                             | 80    |       |
| 27. Oktober | Johann Gottlieb Graun                       | deutscher Violinist und Komponist der Vorklassik                | 67    |       |
| 28. Oktober | Franz Alois Mayr                            | deutscher Kirchenbaumeister                                     | 48    |       |
| Oktober     | René de Galard de Béarn, Marquis de Brassac | französischer General und Amateurkomponist                      | ≈72   |       |

## November
| Tag          | Name                                          | Beruf, bekannt als                                                                                                  | Alter | Beleg |
| ------------ | --------------------------------------------- | --- | ----- | ----- |
| 2. November  | Carl Gottlob von Ende                         | deutscher Geheimer Rat, Oberhofrichter, Direktor des Konsistoriums Leipzig sowie Rittergutsbesitzer                 | 71    |       |
| 6. November  | John Bevis                                    | englischer Arzt und Amateurastronom                                                                                 | 75    |       |
| 8. November  | Joseph Gabler                                 | deutscher Orgelbaumeister                                                                                           | 71    |       |
| 9. November  | Ludwig Debiel                                 | österreichischer Jesuit und Theologe                                                                                | 74    |       |
| 11. November | Johann Matthias Detmar von Ascheberg zu Venne | Domherr in Münster                                                                                                  | 55    |       |
| 12. November | Thomas Fane, 8. Earl of Westmorland           | britischer Peer und Politiker                                                                                       | 70    |       |
| 13. November | Konrad Ernst Ackermann                        | deutscher Schauspieler; Mitbegründer der deutschen Schaubühne                                                       | 59    |       |
| 15. November | John Russell, 4. Duke of Bedford              | britischer Adliger und Politiker                                                                                    | 61    |       |
| 18. November | Giuseppe de Majo                              | italienischer Komponist und Kapellmeister des Spätbarock                                                            | 73    |       |
| 20. November | Thomas Jefferys                               | englischer Geograph, Kartograph, Kupferstecher, Verleger, Buchhändler und Drucker, Hoflieferant von König Georg II. |       |       |
| 21. November | Joaquín de Montserrat                         | Vizekönig von Neuspanien                                                                                            | 71    |       |
| 24. November | Georg Gottfried Keuffel                       | deutscher Philosoph und Hochschullehrer                                                                             | ~73   |       |
| 28. November | Jean-Chrétien de Macheco de Prémeaux          | Bischof von Périgueux                                                                                               | 74    |       |

## Dezember
| Tag          | Name                                       | Beruf, bekannt als                                                                                          | Alter | Beleg |
| ------------ | ------------------------------------------ | --- | ----- | ----- |
| 1. Dezember  | Antal Grassalkovich I.                     | ungarischer Graf und Präsident der Ungarischen Hofkammer                                                    | 77    |       |
| 3. Dezember  | Jakob Wosky von Bärenstamm                 | sächsischer Geistlicher, Apostolischer Präfekt des Bistums Meißen                                           | 79    |       |
| 5. Dezember  | Giovanni Battista Morgagni                 | italienischer Mediziner und Begründer der wissenschaftlichen Pathologie                                     | 89    |       |
| 6. Dezember  | Lorenz Joachim Müller                      | deutscher evangelisch-lutherischer Geistlicher und Pädagoge                                                 | 55    |       |
| 10. Dezember | Friedrich Benjamin Paul Loriol d’Anières   | preußischer Jurist                                                                                          | 27    |       |
| 10. Dezember | Georg Detlev von Flemming                  | polnisch-sächsischer Artilleriegeneral, Großschatzmeister von Litauen und Großwojewode von Pommerellen      | 72    |       |
| 10. Dezember | Hans Heinrich von Witzleben                | deutscher Kreishauptmann                                                                                    | 58    |       |
| 11. Dezember | Christoph Anton Mayr                       | österreichischer Kirchenmaler                                                                               |       |       |
| 11. Dezember | Joseph Stiller                             | Stuckateur, Maurer, Bauhandwerker                                                                           |       |       |
| 12. Dezember | Theodor Arnold                             | deutscher Übersetzer, Lexikograph, Grammatiker und Lehrer der englischen Sprache an der Universität Leipzig |       |       |
| 16. Dezember | Sigismund III. Christoph von Schrattenbach | Erzbischof von Salzburg (1753–1771)                                                                         | 73    |       |
| 18. Dezember | Philip Miller                              | englischer Gärtner und Botaniker                                                                            |       |       |
| 19. Dezember | Johann Paul Oettel                         | deutscher Lehrer und Chronist                                                                               | 72    |       |
| 23. Dezember | Johann Friedrich Löwen                     | deutscher Dichter und Theatertheoretiker                                                                    | 44    |       |
| 23. Dezember | Maria Margareta d’Youville                 | kanadische Ordensgründerin und Heilige                                                                      | 70    |       |
| 26. Dezember | Burchard Christian von Behr                | deutscher Oberappellationsgerichtsrat in Celle                                                              | 57    |       |
| 26. Dezember | Claude Adrien Helvétius                    | französischer Philosoph                                                                                     | 56    |       |
| 27. Dezember | Josepha von Heydeck                        | Mätresse des Kurfürsten Karl Theodor von der Pfalz                                                          | 23    |       |
| 27. Dezember | Henri de Pitot                             | französischer Wasserbauingenieur                                                                            | 76    |       |
| 27. Dezember | Balthasar Rudolf von Schenckendorf         | preußischer Generalleutnant, Chef des Infanterieregiments Nr. 22                                            |       |       |
| 31. Dezember | Christian Adolph Klotz                     | deutscher Philologe                                                                                         | 33    |       |

## Datum unbekannt
| Tag | Name                                   | Beruf, bekannt als                                                              | Alter | Beleg |
| --- | -------------------------------------- | ------------------------------------------------------------------------------- | ----- | ----- |
|     | Anthonij Aardewijn                     | niederländischer Maler                                                          |       |       |
|     | Johann Wilhelm Arndts                  | Kurkölner Beamter                                                               |       |       |
|     | Arnold Heinrich von Aussen             | preußischer Beamter und Gutsbesitzer                                            |       |       |
|     | Wolf Albrecht Behrisch                 | deutscher Jurist                                                                | ≈73   |       |
|     | George Bickham                         | britischer Kupferstecher                                                        |       |       |
|     | Johann Anton von Buol-Schauenstein     | Schweizer Adliger                                                               |       |       |
|     | Desboulmiers                           | französischer Schriftsteller und Librettist                                     |       |       |
|     | Marie Anne Doublet                     | französische Literatin und Salonnière                                           |       |       |
|     | Ludwig von Gohr                        | königlich preußischer Oberst und Chef des Garnisons-Regiments Nr. 4             |       |       |
|     | Étienne La Font de Saint-Yenne         | französischer Kunstkritiker                                                     |       |       |
|     | Johann Andreas Lutterodt               | deutscher evangelischer Theologe und Pädagoge                                   |       |       |
|     | Henry Mill                             | englischer Erfinder                                                             |       |       |
|     | Werner Friedrich von Puttkamer         | Chef des Altpreußisches Garnisons-Regiments Nr. 1, Kommandant der Festung Memel |       |       |
|     | Bartolomeo Francesco Rastrelli         | italienischer Architekt und Baumeister                                          |       |       |
|     | Thomas Friedrich Gedon                 | österreichischer Maler des Barock und Schüler Daniel Grans                      |       |       |
|     | Fjodor Rosmyslow                       | russischer Seefahrer und Polarforscher                                          |       |       |
|     | Bernhard Leopold Volkmar von Schomburg | königlich-dänischer Beamter und Oberpräsident von Altona                        |       |       |
|     | Franz Schuch der Jüngere               | deutscher Schauspieler und Theaterdirektor                                      |       |       |
|     | Sotika Kuman                           | König des Königreichs Luang Phrabang                                            |       |       |
|     | Constantin Suysken                     | belgischer Jesuit, Bollandist und Kirchenhistoriker                             |       |       |
|     | Tokugawa Munetake                      | japanischer Dichter                                                             |       |       |
|     | Friedrich August Weihe                 | deutscher evangelischer Pfarrer                                                 |       |       |